# Agathylla lamellosa
Espèce
Statut de conservation UICN

NT : Quasi menacé
Agathylla lamellosa est une espèce de petits gastéropodes terrestres de la famille des Clausiliidae. L'espèce se rencontre en Croatie et au Monténégro.

## Systématique
Le nom valide complet (avec auteur) de ce taxon est Agathylla lamellosa (J.A.Wagner, 1829).
L'espèce a été initialement classée dans le genre Clausilia sous le protonyme Clausilia lamellosa J.A.Wagner, 1829.
Agathylla lamellosa a pour synonymes :
- Agathylla lamellosa (J.A.Wagner, 1829)
- Clausilia labiosa J.A.Wagner, 1829
- Clausilia lamellosa J.A.Wagner, 1829
- Clausilia sulcosa var. elongata Walderdorff, 1864
- Clausilia sulcosa Rossmässler, 1835

## Publication originale
- (de) Gotthilf Heinrich Schubert et Johann Andreas Wagner, 1829, Neues systematisches Conchylien-Cabinet, Nürnberg, vol. 12, p. 190 (lire en ligne).